# Distrito de Inclán
El distrito de Inclán es uno de los once que conforman la provincia de Tacna, ubicada en el departamento de Tacna en el Sur del Perú.
El nombre del distrito honra al militar tacneño José Joaquín Inclán, héroe de la batalla de Arica durante la guerra del Pacífico.
Desde el punto de vista jerárquico de la Iglesia católica forma parte de la Diócesis de Tacna y Moquegua la cual, a su vez, pertenece a la Arquidiócesis de Arequipa.

## Historia
El distrito fue creado mediante Ley 12445 del 24 de noviembre de 1955, durante el gobierno del presidente Manuel Odría; el mismo decreto de creación declaró que la capital del distrito sería el pueblo de Sama Grande y estaría integrado por los caseríos de Tomasiri, Coruca, Poquera y Yarascay, además de los centros poblados de Sambalay Grande y Sambalay Chico.

## Demografía
La población estimada en el año 2000 era de 1 285 habitantes.

## Autoridades

### Municipales
- 2019 - 2022[5]
  - Alcalde: César Narciso Gallegos Gallegos, de Alianza para el Progreso.
  - Regidores:

  1. Néstor Pedro Zurita Vilca (Alianza para el Progreso)
  2. Victoria Carolina Téllez Téllez (Alianza para el Progreso)
  3. Lino Andrés Maquera Gómez (Alianza para el Progreso)
  4. Carmen Rosa Mamani Maquera (Alianza para el Progreso)
  5. Blanca Hinojosa Mamani (Perú Patria Segura)

## Festividades
- Febrero: Virgen de la Candelaria
- Mayo
  - Virgen de Chapi
  - Cruz de Mayo
- Octubre: Virgen del Rosario
- Noviembre: Aniversario distrital.